# Tempio del Sole (Modhera)
Il tempio del Sole si trova a Modhera, piccolo villaggio nel distretto di Mehsana, nello stato indiano del Gujarat. Il tempio è dedicato a Sūrya, dio hindu del sole. Il tempio fu costruito approssimativamente vicino al Tropico del Cancro, è riconosciuto un monumento di importanza nazionale ed è stato aggiunto alla lista provvisoria del patrimonio mondiale dell'UNESCO nel dicembre 2022.

## Storia
Il tempio fu costruito dopo il 1026-27 d.C dal re Bhima I della dinastia solanki ed ultimato durante il regno dei Karna alla fine del XII° secolo.

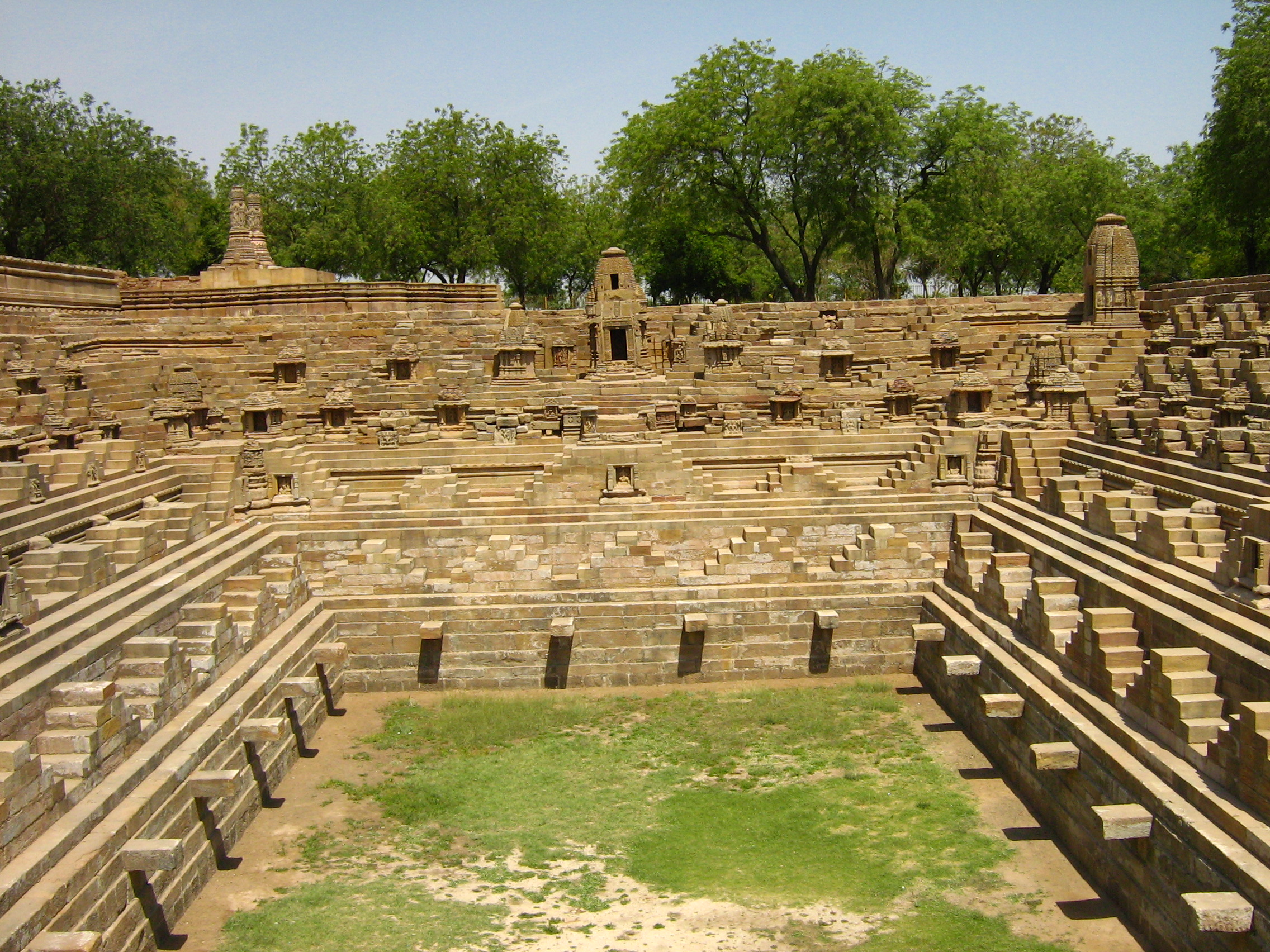
Il Rama Kunda

## Descrizione
Il Tempio di Sūrya si compone di tre elementi distinti allineati sullo stesso asse:
- Rama Kunda o Sūrya Kunda (letteralmente "bacino di Rāma" o "bacino di Sūrya") un grande serbatoio d'acqua rettangolare, 50 per 20 metri di lato, veniva utilizzato dai devoti per eseguire abluzioni rituali con preghiere.
- Sabha Mandapa una grande sala utilizzata per le cerimonie religiose, progettata su una pianta ottagonale e aperta su tutti e quattro i lati. Essa è ornata da 52 pilastri scolpiti. Le sculture raffigurano scene del Ramayana, del Mahābhārata e della vita di Krishna.
- Guda Mandapa costruito su una base a forma di loto, ospitava la statua di Sūrya. Questo edificio è stato costruito in modo che i primi raggi del sole, agli equinozi, illuminino il volto, adornato di gioielli, di Sūrya. L'idolo, ora scomparso, sarebbe stato rubato durante il saccheggio della regione da parte di Mahmoud di Ghazna.[4] Le pareti sono scolpite con dodici nicchie in cui sono rappresentati i dodici Āditya e decorati con sculture raffiguranti la vita umana, dalla nascita alla morte.Il Mandapa (ingresso) del tempio

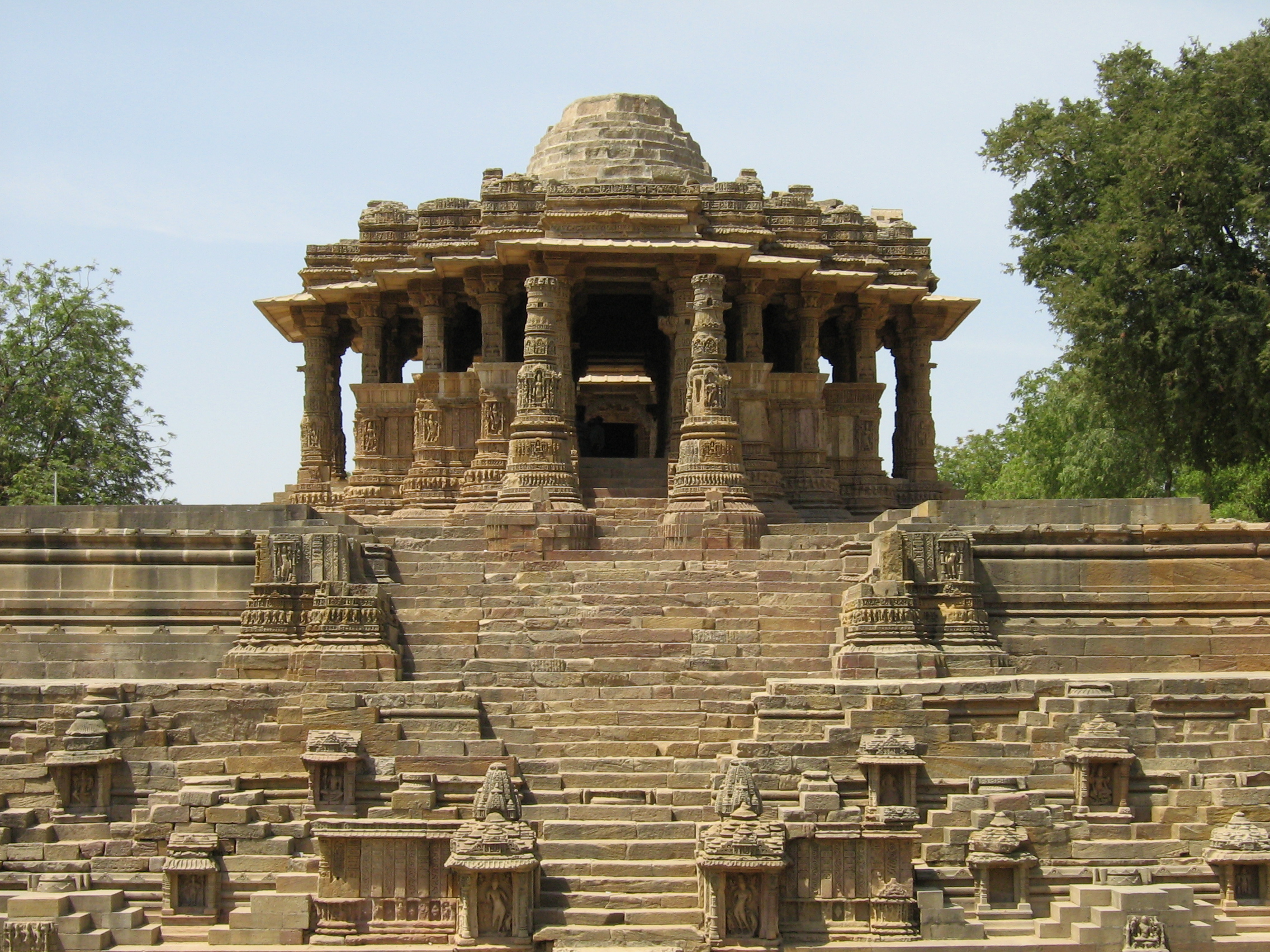
Il Mandapa (ingresso) del tempio